# Albuca nigritana
Albuca nigritana là một loài thực vật có hoa trong họ Măng tây. Loài này được (Baker) Troupin mô tả khoa học đầu tiên năm 1955.